# Kévork Khazoumian
Kévork Khazoumian ICPB (ur. 10 marca 1935 w Szaja) – libański duchowny ormiańskokatolicki, w latach 2006-2014 arcybiskup koadiutor Stambułu.

## Życiorys
Święcenia kapłańskie przyjął 3 lipca 1960. Był m.in. rektorem seminarium w Bzommar oraz wikariuszem patriarszym dla Instytutu Duchowieństwa Patriarchalnego.
W 2001 został mianowany egzarchą patriarszym Jerozolimy i Ammanu, zaś 22 stycznia 2002 papież wyniósł go do godności biskupiej, przydzielając mu stolicę tytularną Marasc degli Armeni. Sakrę biskupią otrzymał 7 kwietnia 2002. 15 marca 2006 został mianowany arcybiskupem koadiutorem Stambułu. 21 maja 2014 przeszedł na emeryturę.